# Малиновское муниципальное образование (Саратовская область)
Мали́новское муниципа́льное образова́ние — сельское поселение в Аркадакском районе Саратовской области Российской Федерации.
Административный центр — село Малиновка.

## Население
| 2010  | 2011  | 2012  | 2013  | 2014  | 2015  | 2016  |
| ----- | ----- | ----- | ----- | ----- | ----- | ----- |
| 2065  | ↘2060 | ↘2025 | ↘1928 | ↘1912 | ↘1886 | ↘1866 |
| 2017  | 2018  | 2019  | 2020  | 2021  |       |       |
| ↘1861 | ↘1832 | ↘1783 | ↘1753 | ↘1678 |       |       |

## Состав сельского поселения
| № | Населённый пункт | Тип населённого пункта       | Население |
| - | ---------------- | ---------------------------- | --------- |
| 1 | Ильмень          | деревня                      | ↗233      |
| 2 | Малиновка        | село, административный центр | ↘977      |
| 3 | Ольшанка         | село                         | ↘855      |